# وان عبد القادر تشي مان
وان عبد القادر تشي مان ((بالتايلندية: วันอับดุลกาเดร์ เจ๊ะมัน)‏؛ من مواليد 1946) كان باحث تايلاندي ماليزي وسياسي انفصالي. كان  رئيس بيرساتو، وهو مظلة سابقة لجماعة انفصالية في جنوب تايلاند. كان يعيش في المنفى في ماليزيا.
خلال التسعينيات، كان محاضرًا في قسم التاريخ، جامعة بروناي دار السلام، ولاحقًا أستاذًا مشاركًا في الجامعة الإسلامية العالمية بماليزيا.
في 9 مارس 2022، توفي عبد القادر في كوالالمبور، ماليزيا.